# Майновка
Майно́вка (укр. Майнівка) — село, расположенное на территории Бобровицкого района Черниговской области (Украина) на правом берегу реки Недра.
Население составляет 64 жителя (2006 год). Плотность населения — 147,13 чел/кв.км.
Впервые упоминается в 1850 году.
Село Майновка находится примерно в 16 км к юго-востоку от центра города Бобровица. Средняя высота населённого пункта — 133 м над уровнем моря. Село находится в зоне умеренного умеренно континентального климата.
Национальный состав представлен преимущественно украинцами, конфессиональный состав — христианами.